# Études sans frontières
Pour les articles homonymes, voir ESF.
 (février 2022).
Études sans frontières (ESF) est une association à but non lucratif créée à Paris en mars 2003 par de jeunes citoyens français. 
Sa vocation est de venir en aide aux jeunes de zones connaissant ou ayant connu la guerre ou l’oppression politique : elle offre aux plus méritants d’entre eux la chance de poursuivre une formation universitaire ou professionnelle en Europe et en Amérique du Nord, ou dans leur pays quand la situation le permet. Ainsi, l’objectif de l’association est d’apporter une aide durable, par le biais de la formation de futurs cadres appelés à contribuer au développement et à la reconstruction de leur société, et d’encourager l’ouverture, les échanges et le développement durable dans leur région.
Après une sélection en fonction des motivations, du parcours personnel et des projets professionnels, les étudiants retenus viennent dans un pays d’accueil pour un cursus d’études de 6 mois à 3 ans quand ils ne peuvent pas étudier chez eux, puis repartent dans leur pays mettre en place leur projet, toujours avec l’aide de l’association. Pour d’autres, l’association finance leurs études secondaires et universitaires sur place dans leurs pays, quand les conditions le permettent. 
Études sans frontières entend aussi briser l’isolement des pays concernés et mener des actions de sensibilisation à destination des opinions publiques des pays d’accueil, développant ainsi des valeurs de solidarité internationale.

## Soutiens et développement international
L’action d’Études sans frontières est soutenue par de nombreuses personnalités de la société civile, parmi lesquelles on peut citer Youri Afanassief (président de l’université d'État des sciences humaines de Russie et écrivain, Moscou), Elena Bonner (Fondation Sakharov, Moscou-Boston), Pascal Bruckner, Bronislaw Geremek, André Glucksmann, Romain Goupil, Pierre Hassner, Jack Lang, Pierre Lellouche, Josep Ramoneda, Jacques Rupnik, Walter Veltroni. Le président d’honneur de l’association est Václav Havel, ancien président de la Tchécoslovaquie.
Depuis sa création, Études sans frontières a accueilli et pris en charge la formation universitaire de 21 étudiants tchétchènes et a soutenu les études d’une vingtaine d’orphelins rwandais. Les premiers résultats de l’association ont incité des jeunes d’autres villes dans le monde à s’intéresser au sort des étudiants de pays en guerre et à ouvrir des antennes chez eux. Depuis 2005, Études sans frontières a ouvert en Belgique, en Italie, au Canada, en Espagne, en Allemagne et en Norvège. Chaque antenne européenne s’appuie sur l’expérience du siège parisien mais développe ses propres programmes, souvent en fonction de sa propre sensibilité géostratégique. 
Malgré sa petite taille, Études sans frontières est parvenue à attirer l'attention des médias : le journal le Monde lui a notamment consacré une pleine page à l'occasion de l'arrivée de sept nouveaux étudiants tchétchènes en 2005.

## Action en Tchétchénie et au Rwanda

### Tchétchénie
Trois promotions d’étudiants ont été acceptées depuis 2003 à Paris pour étudier, soit une vingtaine de jeunes tchétchènes. Après une sélection en fonction des motivations, des capacités à l’expatriation et des projets professionnels de retour, les étudiants retenus suivent en France un semestre ou une année d’apprentissage de la langue française à Paris, puis, en fonction de leurs résultats et de leur projet, un cursus universitaire d’une ou de deux années dans des établissements d’enseignement supérieur. Les parcours de ces jeunes, détaillés à la fin de ce document, n’ont rien à envier à ceux des jeunes français : Institut d’études politiques, École d’architecture, études de sociologie (l’École des hautes études en sciences sociales), de psychologie (École des psychologues praticiens), de stylisme (Studio Berçot), etc. Logés à la Cité Internationale dans le 14e arrondissement de Paris, ils bénéficient d’un environnement très favorable pour étudier. Parallèlement, l’association les soutient dans leur processus d’intégration scolaire et sociale. À la fin de leur cursus, Études sans frontières les aide à préparer leur retour et à mettre en place leur projet professionnel sur place et reste en contact avec eux après leur retour.

### Rwanda
Études sans frontières vient également en aide aux « orphelins de Kimironko ». L’action a lieu sur le terrain auprès d’enfants et de jeunes orphelins rescapés du génocide de 1994.  Depuis 2006, Études sans frontières assure une aide matérielle et financière, au cas par cas, pour aider les jeunes de ce village à reprendre leurs études. En collaboration avec Études sans frontières Italie, la mission Rwanda a alloué depuis janvier 2007, 12 bourses d’études supérieures. L'aide est renouvelée en 2008. L’effet de l’action sur place a eu des conséquences positives sur les jeunes : une dizaine sont prêts à entrer à l'université, environ douze peuvent aller au lycée, un jeune a trouvé du travail. Enfin, grâce aux contacts et à la dynamique générés par le projet, l'électricité a été installée dans le village, ce qui change la vie de ses habitants. Études sans frontières a par ailleurs à l’horizon 2008-2009 un  projet de bourses d'études supérieures sur 5 ans, en partenariat avec l'ESG (École Supérieure de Gestion) et éventuellement d'autres écoles  françaises. Le projet, en cours de préparation, consiste à sélectionner 10 bacheliers particulièrement méritants, à les encadrer pendant quatre ans de cursus universitaire au Rwanda (université de Butare), avec des cours de mise à niveau dispensés par une équipe pédagogique franco-rwandaise. À la clef, pour parfaire leur formation, un ou deux ans dans un établissement d’enseignement supérieures français leur permettant d'obtenir un master reconnu au niveau international.

## Antennes en Europe et dans le monde

### Études sans frontières Italie (Rome)
L'antenne, ouverte à Rome fin 2006,  accueille deux étudiants tchétchènes depuis février 2007. Elle participe également au projet de bourses d'études au Rwanda, en finançant trois bourses d’études supérieures pour de jeunes filles de Kimironko. 

### Études sans frontières Allemagne (Constance,Tübingen,Heidelberg,Berlin,Darmstadt,HambourgetAix-la-Chapelle)
L’antenne, créée en octobre 2006, a lancé deux projets. Avec la Tchétchénie, Études sans frontières Allemagne (Studieren Ohne Grenzen) soutient deux étudiants tchétchènes depuis l’année 2008 à Constance et à Tübingen. Par ailleurs, l’antenne allemande a lancé depuis septembre 2007 un programme de bourses d’études sur place pour des jeunes de Kindu, à l'est de la République démocratique du Congo. Actuellement, elle soutient vingt-deux boursiers congolais.

### Études sans frontières Espagne (Valence)
L’antenne, ouverte en avril 2007 à Valence grâce à l’enthousiasme d’étudiants et de professeurs de l’université de Valence est actuellement en cours de recherche de fonds. Son objectif est d’accueillir à moyen terme pour des études supérieures des jeunes du Sahara occidental et de Tchétchénie.

### Études sans frontières Québec, Canada (Montréal)
Études sans frontières – section Québec (ESF-Qc), est un organisme sans but lucratif (OSBL) créé à Montréal en 2006. Il est affilié au mouvement Études sans frontières international (ESFI). ESF-Qc a pour mission d’aider des étudiants provenant de pays en guerre ou qui ont connu des perturbations majeures (politiques, économiques, sociales ou environnementales) à poursuivre des études de premier ou de deuxième cycle à l’Université du Québec à Montréal (UQAM). L’organisme offre annuellement une bourse d’exonération de frais de scolarité à la maîtrise et trois bourses de 1000 $ de premier ou de deuxième cycle, de même que des bourses d’urgence de 500 $. ESF-Qc détient charte québécoise.

### Études sans frontières Norvège (Bergen)
L’antenne, créée en 2007, est actuellement en cours de développement et de recherche de fonds, et souhaite accueillir dès que possible des étudiants tchétchènes.

### Études sans frontières  Belgique (Bruxelles)
Crée en 2005, l’antenne belge représente l'association auprès des institutions européennes, aide à la recherche de financements européens et de stages pour les étudiants et organise des actions de sensibilisation sur les pays d’action d’Études sans frontières.
L’objectif est de fonder un réseau européen et nord-américain d’universités partenaires des diverses antennes d’Études sans frontières qui accueilleraient régulièrement des étudiants de pays en conflit ou en grande difficulté politique. De plus, un tel réseau favorise les échanges entre les jeunes de pays développés et des zones en difficulté, et le développement des valeurs de solidarité et de promotion de la paix.